# Spektroskopija
Spektroskopíja (tudi spektrálna analíza) je fizikalna disciplina, ki se ukvarja z analizo energije sevanja po stiku s snovjo. Sevanje je v tem pomenu lahko elektromagnetno, mehansko ali pa gre za delce.Pogosti primeri spektroskopije so analize spektrov elektromagnetnega valovanja v infrardečem, vidnem in rentgenskem območju, ki so prikazani v obliki emisijskih ali absorpcijskih spektrov.
Različne spektroskopije spadajo med najobčutljivejše in najpomembnejše metode v kemijski analizi, analizi materialov in astronomiji. S pomočjo sodobnih spektroskopskih metod je mogoče ugotoviti razporeditev atomov še v tako zapletenih molekulah, kot so beljakovine, encimi in nukleinske kisline. Določimo lahko dolžino vezi in kote med vezmi.
Danes se za določevanje struktur molekul najpogosteje uporabljata jedrska magnetna resonanca in rentgenska difrakcija analiza.

## Teorija
En od glavnih konceptov, ki jih srečamo pri spektroskopskih metodah, je resonanca. Resonanca je bila najprej opisana v mehanskih sistemih kot so nihala. V mehanskih sistemih je resonanca pojav, ko dušeno nihalo niha z največjo amplitudo ko ga vzbujamo z lastno frekvenco. Resonančna krivulja, ki prikazuje razmerje amplitude nihanje v odvisnosti od frekvence vzbujanja, ima vrh značilne oblike in je ena vrsta spektra.
O resonanci lahko govorimo tudi v kvantni mehaniki, kjer sistem vzbujamo s fotoni z različnimi frekvencami. Energija ({\displaystyle E}) fotona je enaka njegovi frekvenci ({\displaystyle \nu }) pomnoženi s Planckovo konstanto ({\displaystyle h}), torej {\displaystyle E=h\nu }. Resonančna krivuljo v kvantni mehaniki analogno prikazuje odziv sistema v odvisnosti od frekvence vzbujajočega fotona. Ker so kvantni sistemi praviloma zapleteni so njihovi spektri sestavljeni iz več resonančnih vrhov, ki pripadajo različnim kvantnim stanjem.

## Razvrstitev metod
Področja spektroskopije lahko razvrstimo na več načinov, najenostavneje po vrsti uporabljene sevanja ali po načinu interakcije.

### Po vrsti sevanja
- Elektromagnetna valovanja so bila zgodovinska prva uporabljena sevanja za spektroskopske analize, kjer glede na namen uporabimo različna valovna območja. Takšne so mikrovalovna, teraherčna, infrardeča, bližnja infrardeča, vidna in ultraviolična, x-ray in gamma spektroskopija.
- Delci imajo v kvantni mehaniki dvojno naravo in jih lahko dojemamo kot valovanje. Pogosto uporabljamo elektrone in nevtrone, katerim valovno dolžino določa njihova kinetična energija.
- Akustična spektroskopija zajema uporabo tlačnih valov.
- Na material lahko delujemo z mehansko silo (npr. sinusno).

### Po tipu interakcije
- Absorpcija je pojav slabljenja vhodnega sevanja med prehodom skozi material.
- Emisija je opisovanje sevanja snovi. Snov seva kot črno telo, kjer je njegov spekter odvisen od temperature.
- Elastično sipanje in odboj vstopnega žarka lahko uporabimo za analizo strukture proteinov in trdnih kristalov.
- Dielektrična spektroskopija meri dielektrične lastnosti snovi.
- Neelastično sipanje spremeni valovno dolžino vpadnega sevanja.
- Resonančna spektroskopija meri sklopljenost kvantnih stanj snovi. Primer take spektroskopije je NMR.

## Spektroskopske metode
- Masna spektrometrija
- Molekulska spektrometrija
- Jedrska magnetna resonanca
- Rentgengska difrakcijska analiza